# Technologie finansowe

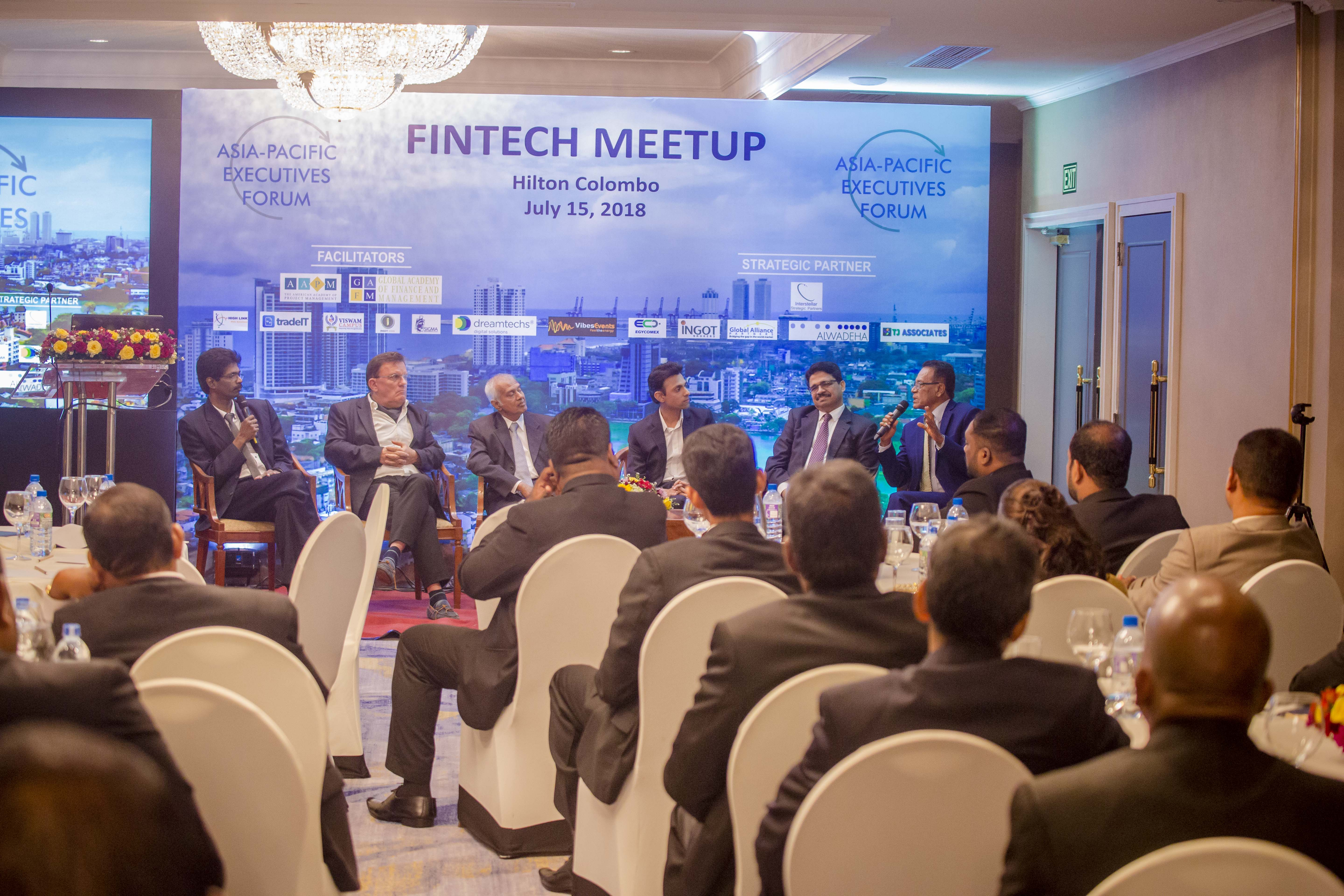
Spotkanie Fintech na Sri Lance

Technologie finansowe określane jako Fintech lub FinTech (ang. financial technology) – wszelkiego typu innowacje technologiczne w sektorze finansów. Tego samego określenia używa się również jako nazwy firm, które oferują rozwiązania innowacyjne dla sektora finansowego dotyczące instrumentów finansowych oraz usług.
Użycie analogicznego określenia angielskiego InsurTech dla opisu innowacyjnych rozwiązań dla sektora ubezpieczeniowego nie przyjęło się jeszcze w języku polskim. W tym obszarze używa się opisowego określenia typu: „innowacyjne technologie w branży ubezpieczeniowej” lub podobne. Podobne określenia powstały dla rozwiązań innowacyjnych w innych branżach, jak WealthTech z dziedziny zarządzania aktywami czy PayTech dla płatności.
Firmy FinTech działające na rynku finansowym postrzegane są jako szczególna kategoria parabanków.

## Początki Fintech
Choć termin „fintech” stał się powszechny dopiero w ostatnich dekadach, korzenie tego sektora sięgają XIX wieku. W 1866 roku położenie pierwszego transatlantyckiego kabla telegraficznego umożliwiło szybsze przesyłanie informacji finansowych między Europą a Ameryką, co stało się fundamentem globalizacji w sektorze finansowym.
W XX wieku rozwój technologii finansowych przyspieszył. W 1918 roku wdrożono Fedwire – pierwszy elektroniczny system transferu środków, oparty na sygnałach telegraficznych i alfabecie Morse’a. Kolejnym przełomem było wprowadzenie w 1967 roku przez Barclays pierwszego na świecie bankomatu, co znacząco ułatwiło dostęp klientów do swoich środków. Następnie, lata 70. przyniosły powstanie Nasdaq, pierwszej elektronicznej giełdy papierów wartościowych, oraz systemu SWIFT, wykorzystywanego do międzynarodowych transakcji bankowych.
Wraz z rozwojem internetu w latach 90., bankowość internetowa zrewolucjonizowała zarządzanie finansami, umożliwiając klientom dokonywanie transakcji online, co więcej, założenie w 1998 roku PayPala zapoczątkowało erę masowych płatności cyfrowych.
Wejście w XXI wiek naznaczył kryzys finansowy w 2008 roku, który obniżył zaufanie do tradycyjnych instytucji bankowych. W jego następstwie pojawiły się innowacyjne rozwiązania pozabankowe, takie jak Bitcoin – pierwsza kryptowaluta wprowadzona w 2009 roku, oparta na technologii blockchain.
Obecnie fintechy odgrywają kluczową rolę w gospodarce globalnej, oferując usługi takie jak płatności mobilne, mikropożyczki, zarządzanie inwestycjami czy cyberbezpieczeństwo. Wpływ tego sektora jest szczególnie widoczny w takich obszarach jak neobanki czy kryptowaluty, które zmieniają sposób, w jaki ludzie zarządzają swoimi finansami.

## Miejsce Fintech w gospodarce
Polska jest jednym z krajów, w których w ostatnich latach odnotowano najwyższe przyrosty w zakresie rozwoju i wzrostu gospodarczego. Co prawda zastosowanie innowacyjności, jak i tempo wdrażania nowoczesnych technologicznie rozwiązań różni się w zależności od sektora to branża finansowa charakteryzuje się raczej wysokim jej poziomem. Innowacyjność w tym zakresie nabrała dużego rozpędu a segment rynku nazywany powszechnie Fintech bez wątpienia ma ogromną szansę zaistnieć. Przewiduje się, że w kolejnych latach sektor ten zajmie ważne miejsce w gospodarce jako całości, przyczyniając się tym samym do jej zrównoważonego rozwoju.